# Лама, Ролан
Рола́н Конде́ Лама́ (фр. Roland Conde Lamah; 31 декабря 1987, Абиджан, Кот-д’Ивуар) — бельгийский футболист гвинейского происхождения, полузащитник.

## Биография

### Клубная карьера
Родился в Абиджане (Кот-д’Ивуар) в семье выходцев из Гвинеи. Футболом начал заниматься в местном клубе «Картала». После переезда в Бельгию, попал в клуб второго дивизиона «Визе». В 2003 году Лама перешёл в один из ведущих клубов Бельгии «Андерлехт». Стать игроком основного состава Ролану не удалось и в сезоне 2007/08 он был отдан в аренду голландской «Роде». За время аренды он стал игроком основного состава и забил 11 мячей в чемпионате.
19 августа 2008 года Ролан перешёл из «Андерлехта» во французский «Ле-Ман» за 2,76 миллиона евро. Лама выступая за «Ле-Ман» 4 сезона и забил 7 голов в элитном французском дивизионе и 3 гола во второй французской лиге. В 2011 году Ролан Лама стал игроком испанской «Осасуны». Сумма трансфера составила 1,5 миллиона евро.
В составе наваррского клуба он стабильно появлялся на поле, забил несколько голов. Но 15 января 2013 года полузащитник был отдан в 18-месячную аренду в клуб английской Премьер-лиги «Суонси Сити». За остаток сезона 2012/13 Лама участвовал только в пяти матчах, в 4-х из которых он выходил на замену.
В сентябре 2014 года Лама на правах свободного агента присоединился к венгерскому «Ференцварошу».
16 декабря 2016 года Лама подписал контракт с клубом MLS «Даллас». За свой новый клуб дебютировал 23 февраля 2017 года в первом матче 1/4 финала Лиги чемпионов КОНКАКАФ 2016/17 против панамского «Арабе Унидо». В MLS дебютировал 4 марта 2017 года в матче стартового тура сезона 2017 против «Лос-Анджелес Гэлакси». 25 мая 2017 года в матче против «Чикаго Файр» забил свой первый гол за «Даллас». По окончании сезона 2018 клуб не продлил контракт с игроком.
Клуб «Цинциннати» выбрал Ламу на драфте расширения MLS, состоявшемся 11 декабря 2018 года, подписал его 22 января 2019 года. Гол Ролана, сведший матч против «Атланты Юнайтед», состоявшийся 10 марта 2019 года, вничью 1:1, принёс новому клубу первое очко в его истории. По окончании сезона 2019 «Цинциннати» не продлил контракт с Ламой.
26 марта 2021 года Лама подписал контракт с клубом Чемпионшипа ЮСЛ «Мемфис 901». Дебютировал за «Мемфис» 29 августа 2021 года в матче против «Спортинга Канзас-Сити II», выйдя на замену на последние девять минут. 4 сентября 2021 года в матче против «Бирмингем Легион» забил свой первый гол за «Мемфис».

### Международная карьера
Ролан Лама вызывался в различные юношеские и молодёжные сборные Бельгии. В составе сборной Бельгии до 19 лет был участником юношеского чемпионата Европы 2006 года в Польше. В матче со сборной Чехии (4:2) Лама забил первый гол своей команды. Ещё один гол на том турнире Лама провёл в ворота сборной Польши. Сыграл 5 матчей за национальную сборную Бельгии, дебютировав за «красных дьяволов» 9 сентября 2009 года в матче против сборной Армении в рамках отборочного турнира Чемпионата мира 2010.

## Достижения
«Андерлехт»
- Чемпион Бельгии (1): 2006/07
- Обладатель Суперкубка Бельгии (1): 2007

«Суонси Сити»
- Обладатель Кубка лиги (1): 2012/13

«Ференцварош»
- Чемпион Венгрии (1): 2015/16
- Обладатель Кубка Венгрии (2): 2014/15, 2015/16